# 진도대교
진도대교(珍島大橋)는 전라남도 해남군 문내면과 전라남도 진도군 군내면을 연결하는 사장교다. 총 길이는 484m에 교량이 11.7m이다. 1980년 12월 착공되어 1984년 10월 18일 개통 하였다. 근처에는 진도연륙교가 있으며, 진도 주민의 육지와의 교통이 원활해진다. 진도가 다도해권의 어업 및 관광개발의 큰몫을 하게 되었고, 진도~광주간 소요시간이 1시간 30분가량 단축됐다.

## 제2진도대교
제2진도대교는 총 길이 484m에 너비 12.2m이다. 2001년 10월 착공해, 2005년 12월 15일에 개통하였다.